# 神アプリ@
『神アプリ@』（かみアプリ）はテレビ東京で放送されていた情報バラエティ番組である。2015年7月6日以降、『ハライチのアプリ王@神撃編』としてTOKYO MXにおいて放送が継続されている。
『バナナマンの神アプリ@』（バナナマンのかみアプリ）として特別番組が2010年12月29日と2011年1月31日の2回放送された後、2011年2月2日から12月25日までレギュラー放送された。
その後、『オードリーの神アプリ@新世紀-UP DATE-』（オードリーのかみアプリしんせいきアップデート）として2012年7月3日から放送が開始された。同番組は2014年3月25日に最終回を迎え、同年4月1日からは『ハライチの神アプリ@隆盛紀〜ON LINE〜』として放送が開始される。同年6月17日に放送終了。

## 概要
世の中に氾濫するスマートフォンソーシャルアプリに着目し、その中から厳選したアプリを紹介する。
2011年10月2日の放送から日曜 25:35 - 26:05に移動。
2012年1月8日から日曜 25:35 - 26:05枠に『アクエリオンEVOL』（アニメ）が放送されることになったため、2011年12月25日で終了したが、2012年7月3日から司会者を変更して放送再開した。

## 出演者

### バナナマンの神アプリ
司会（神）
- バナナマン

アシスタント（女神）
- 神戸蘭子

案内（天使）
- 小林さり　(2011年2月2日 - 2011年8月3日)
- 柴小聖　(2011年8月10日 - 2011年12月25日)

### オードリーの神アプリ@新世紀-UP DATE-
司会（神）
- オードリー

アシスタント（女神）
- 神戸蘭子　(2012年7月3日 - 2013年3月26日)
- 池田夏希　(2013年4月2日 - )

案内（天使）
- 和田絵莉　(2012年7月3日 - 2013年1月22日)
- ラブリ　(2013年1月29日 - )

### ハライチの神アプリ@隆盛紀〜ON LINE〜
司会（神）
- ハライチ

アシスタント（女神） 
- 岡井千聖（℃-ute）

案内（巫女：ミーコ）
- 仙石みなみ（アップアップガールズ（仮））

### ハライチの神アプリ@英雄神紀〜Ver.INSTALL〜
司会（神）
- ハライチ

アシスタント（女神）
- 岡井千聖（℃-ute）

案内（天使：ミーコ）
- 仙石みなみ（アップアップガールズ（仮））

## 企画・コーナー
- キタコレアプリ
- 神アプリ
- ねるねるアプリ

## スタッフ
- 制作著作：アンビエント[7]

## 各回放送一覧
| 回 | 放送日        | 内容                                   |
| -- | ------------- | -------------------------------------- |
| 1  | 2011年2月2日  | キタコレアプリ 神アプリ ねるねるアプリ |
| 2  | 2011年2月9日  | キタコレアプリ 神アプリ ねるねるアプリ |
| 3  | 2011年2月16日 | キタコレアプリ 神アプリ ねるねるアプリ |
| 4  | 2011年2月23日 | キタコレアプリ 神アプリ ねるねるアプリ |
| 5  | 2011年3月1日  | キタコレアプリ 神アプリ ねるねるアプリ |

## ネット局と放送時間

### バナナマンの神アプリ@
2011年2月から2011年12月まで
| 放送地域   | 放送局     | 系列           | 放送日時                              | 放送期間                                                    | 備考   |
| ---------- | ---------- | -------------- | ------------------------------------- | ----------------------------------------------------------- | ------ |
| 関東広域圏 | テレビ東京 | テレビ東京系列 | 水曜 25:50 - 26:20 日曜 25:35 - 26:05 | 2011年2月2日 - 2011年9月28日 2011年10月2日 - 2011年12月25日 | 制作局 |

### オードリーの神アプリ@新世紀-UP DATE-
2012年7月から
| 放送地域   | 放送局      | 系列           | 放送日時           | 放送期間                       | 備考   |
| ---------- | ----------- | -------------- | ------------------ | ------------------------------ | ------ |
| 関東広域圏 | テレビ東京  | テレビ東京系列 | 火曜 26:10 - 26:40 | 2012年7月3日 - 2014年3月25日   | 制作局 |
| 宮城県     | 東北放送    | TBS系列        | 木曜 26:00 - 26:30 | 2012年10月4日 - 2012年12月27日 |        |
| 岩手県     | IBC岩手放送 | TBS系列        | 月曜 24:59 - 25:29 | 2012年10月8日 - 2012年12月24日 |        |